# Cinco de Julio (Caroní)
Pour les articles homonymes, voir Cinco de Julio.
Cinco de Julio est l'une des onze paroisses civiles de la municipalité de Caroní dans l'État de Bolívar au Venezuela. Sa capitale est Moruca.

## Géographie

### Situation
La paroisse civile est située à l'extrémité est de la municipalité de Caroní.

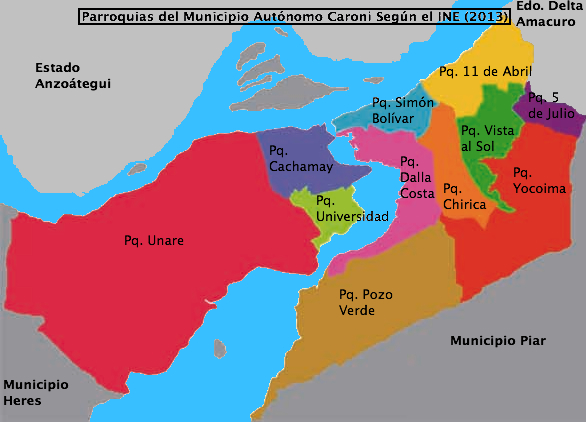
Carte des paroisses civiles de la municipalité de Caroní.

### Démographie
Hormis sa capitale Moruca, la ville possède plusieurs localités dont Maisanta, Puento Roto, El Remanso et El Toco.